# Plagiochila dusenii
Plagiochila dusenii là một loài rêu trong họ Plagiochilaceae. Loài này được Stephani mô tả khoa học đầu tiên năm 1904.